# Lista odcinków serialu Zawód: Amerykanin
Poniżej znajduje się lista odcinków serialu telewizyjnego Zawód: Amerykanin – emitowanego przez amerykańską stację telewizyjną  FX od 30 stycznia 2013 roku do 30 maja 2018 roku. Powstało 6 serii, które łącznie składają się z 75 odcinków. W Polsce był emitowany od 12 maja 2013 roku do 5 lipca 2018 roku przez Fox Polska.
| Sezon | Sezon | Odcinki | Oryginalna emisja | Oryginalna emisja | Oryginalna emisja | Oryginalna emisja | Oryginalna emisja |
| Sezon | Sezon | Odcinki | Premiera sezonu   | Finał sezonu      | Premiera sezonu   | Finał sezonu      |                   |
| ----- | ----- | ------- | ----------------- | ----------------- | ----------------- | ----------------- | ----------------- |
|       | 1     | 13      | 30 stycznia 2013  | 1 maja 2013       | 12 maja 2013      | 23 czerwca 2013   |                   |
|       | 2     | 13      | 26 lutego 2014    | 21 maja 2014      | 25 kwietnia 2014  | 30 maja 2014      |                   |
|       | 3     | 13      | 28 stycznia 2015  | 22 kwietnia 2015  | 7 kwietnia 2015   | 19 maja 2015      |                   |
|       | 4     | 13      | 16 marca 2016     | 8 czerwca 2016    | 24 czerwca 2017   | 1 lipca 2017      |                   |
|       | 5     | 13      | 7 marca 2017      | 30 maja 2017      | 2 lipca 2017      | 9 lipca 2017      |                   |
|       | 6     | 10      | 28 marca 2018     | 30 maja 2018      | 4 czerwca 2018    | 5 lipca 2018      |                   |

## Sezon 1 (2013)
| #  | Nr | Tytuł                        | Reżyseria        | Scenariusz                         | Premiera         | Polska premiera |
| -- | -- | ---------------------------- | ---------------- | ---------------------------------- | ---------------- | --------------- |
| 1  | 1  | Pilot                        | Gavin O’Connor   | Joe Weisberg                       | 30 stycznia 2013 | 12 maja 2013    |
| 2  | 2  | The Clock                    | Adam Arkin       | Joe Weisberg                       | 6 lutego 2013    | 19 maja 2013    |
| 3  | 3  | Gregory                      | Thomas Schlamme  | Joel Fields                        | 13 lutego 2013   | 19 maja 2013    |
| 4  | 4  | In Control                   | Jean de Segonzac | Joel Fields, Joe Weisberg          | 20 lutego 2013   | 26 maja 2013    |
| 5  | 5  | Comint                       | Holly Dale       | Melissa James Gibson               | 27 lutego 2013   | 26 maja 2013    |
| 6  | 6  | Trust Me                     | Dan Sackheim     | Sneha Koorse                       | 6 marca 2013     | 2 czerwca 2013  |
| 7  | 7  | Duty and Honor               | Alex Chapple     | Joshua Brand                       | 13 marca 2013    | 2 czerwca 2013  |
| 8  | 8  | Mutually Assured Destruction | Bill Johnson     | Joel Fields, Joe Weisberg          | 20 marca 2013    | 9 czerwca 2013  |
| 9  | 9  | Safe House                   | Jim McKay        | Joshua Brand                       | 3 kwietnia 2013  | 9 czerwca 2013  |
| 10 | 10 | Only You                     | Adam Arkin       | Bradford Winters                   | 10 kwietnia 2013 | 16 czerwca 2013 |
| 11 | 11 | Covert War                   | Nicole Kassell   | Joshua Brand, Melissa James Gibson | 17 kwietnia 2013 | 16 czerwca 2013 |
| 12 | 12 | The Oath                     | John Dahl        | Joshua Brand, Melissa James Gibson | 24 kwietnia 2013 | 23 czerwca 2013 |
| 13 | 13 | The Colonel                  | Adam Arkin       | Joel Fields, Joe Weisberg          | 1 maja 2013      | 23 czerwca 2013 |

## Sezon 2 (2014)
Stacja FX potwierdziła 20 lutego 2013 zamówienie 2 sezonu serialu Zawód: Amerykanin.
| #  | Nr | Tytuł                | Reżyseria          | Scenariusz                        | Premiera         | Polska premiera  |
| -- | -- | -------------------- | ------------------ | --------------------------------- | ---------------- | ---------------- |
| 14 | 1  | Comrades             | Thomas Schlamme    | Joel Fields, Joe Weisberg         | 26 lutego 2014   | 25 kwietnia 2014 |
| 15 | 2  | Cardinal             | Daniel Sackheim    | Joel Fields, Joe Weisberg         | 5 marca 2014     | 25 kwietnia 2014 |
| 16 | 3  | The Walk In          | Constantine Makris | Stuart Zicherman                  | 12 marca 2014    | 2 maja 2014      |
| 17 | 4  | A Little Night Music | Lodge Kerrigan     | Stephen Schiff                    | 19 marca 2014    | 2 maja 2014      |
| 18 | 5  | The Deal             | Dan Attias         | Angelina Burnett                  | 26 marca 2014    | 9 maja 2014      |
| 19 | 6  | Behind the Red Door  | Charlotte Sieling  | Melissa James Gibson              | 2 kwietnia 2014  | 9 maja 2014      |
| 20 | 7  | Arpanet              | Kevin Dowling      | Joshua Brand                      | 9 kwietnia 2014  | 16 maja 2014     |
| 21 | 8  | New Car              | John Dahl          | Peter Ackerman                    | 16 kwietnia 2014 | 16 maja 2014     |
| 22 | 9  | Martial Eagle        | Alik Sakharov      | Oliver North, Tracey Scott Wilson | 23 kwietnia 2014 | 23 maja 2014     |
| 23 | 10 | Yousaf               | Stefan Schwartz    | Stephen Schiff, Stuart Zicherman  | 30 kwietnia 2014 | 23 maja 2014     |
| 24 | 11 | Stealth              | Gregory Hoblit     | Joshua Brand                      | 7 maja 2014      | 30 maja 2014     |
| 25 | 12 | Operation Chronicle  | Andrew Bernstein   | Joel Fields, Joe Weisberg         | 14 maja 2014     | 30 maja 2014     |
| 26 | 13 | Echo                 | Daniel Sackheim    | Joel Fields, Joe Weisberg         | 21 maja 2014     | 30 maja 2014     |

## Sezon 3 (2015)
17 kwietnia 2014 roku,  stacja FX zamówiła trzeci sezon serialu, który składa się z 13 odcinków
| #  | Nr | Tytuł                                                                                    | Reżyseria           | Scenariusz                                | Premiera         | Polska premiera  |
| -- | -- | ---------------------------------------------------------------------------------------- | ------------------- | ----------------------------------------- | ---------------- | ---------------- |
| 27 | 1  | Kurs samodoskonalenia EST Men                                                            | Daniel Sackheim     | Joel Fields, Joe Weisberg                 | 28 stycznia 2015 | 7 kwietnia 2015  |
| 28 | 2  | Bagaż Baggage                                                                            | Daniel Sackheim     | Joel Fields, Joe Weisberg                 | 4 lutego 2015    | 7 kwietnia 2015  |
| 29 | 3  | Dom otwarty Open House                                                                   | Thomas Schlamme     | Stuart Zicherman                          | 11 lutego 2015   | 14 kwietnia 2015 |
| 30 | 4  | Działka Dimebag                                                                          | Thomas Schlamme     | Peter Ackerman                            | 18 lutego 2015   | 14 kwietnia 2015 |
| 31 | 5  | Przełęcz Salang Salang Pass                                                              | Kevin Dowling       | Stephen Schiff                            | 25 lutego 2015   | 21 kwietnia 2015 |
| 32 | 6  | Nowo narodzony Born Again                                                                | Kevin Dowling       | Tracey Scott Wilson                       | 4 marca 2015     | 21 kwietnia 2015 |
| 33 | 7  | Walter Taffet                                                                            | Noah Emmerich       | Lara Shapiro                              | 11 marca 2015    | 28 kwietnia 2015 |
| 34 | 8  | Dezinwestycja Divestment                                                                 | Dan Attias          | Joshua Brand                              | 18 marca 2015    | 28 kwietnia 2015 |
| 35 | 9  | Czy roboty pocztowe śnią o elektrycznych owcach? Do Mail Robots Dream of Electric Sheep? | Stephen Williams    | Joshua Brand                              | 25 marca 2015    | 5 maja 2015      |
| 36 | 10 | Stingery Stingers                                                                        | Larysa Kondracki    | Joel Fields, Joe Weisberg                 | 1 kwietnia 2015  | 5 maja 2015      |
| 37 | 11 | Dzień z życia Antona Bakłanowa One Day in the Life of Anton Baklanov                     | Andrew Bernstein    | Stephen Schiff, Tracey Scott Wilson       | 8 kwietnia 2015  | 12 maja 2015     |
| 38 | 12 | Nazywam się Abbasin Zadran I Am Abassin Zadran                                           | Christopher Misiano | Peter Ackerman, Stuart Zicherman          | 15 kwietnia 2015 | 12 maja 2015     |
| 39 | 13 | 8 marca 1983 March 8, 1983                                                               | Christopher Misiano | Joel Fields, Joe Weisberg Daniel Sackheim | 22 kwietnia 2015 | 19 maja 2015     |

## Sezon 4 (2016)
1 kwietnia 2015 roku,  stacja FX zamówiła czwarty sezon serialu
| #  | Nr | Tytuł | Reżyseria        | Scenariusz                | Premiera         | Polska premiera |
| -- | -- | --- | ---------------- | ------------------------- | ---------------- | --------------- |
| 40 | 1  | 'Nosacizna' Glanders | Thomas Schlamme  | Joel Fields, Joe Weisberg | 16 marca 2016    | 24 czerwca 2017 |
| 41 | 2  | 'Pastor Tim' Pastor Tim | Chris Long       | Joel Fields, Joe Weisberg | 23 marca 2016    | 24 czerwca 2017 |
| 42 | 3  | 'Eksperymentalny prototyp miasta jutra' Experimental Prototype City of Tomorrow                                              | Kevin Dowling    | Stephen Schiff            | 30 marca 2016    | 24 czerwca 2017 |
| 43 | 4  | 'Chloramfenikol' Chloramphenicol                                                                                             | Stephen Schwartz | Tracey Scott Wilson       | 6 kwietnia 2016  | 24 czerwca 2017 |
| 44 | 5  | 'Mieszkanie Clarka' Clark's Place                                                                                            | Noah Emmerich    | Peter Ackerman            | 13 kwietnia 2016 | 25 czerwca 2017 |
| 45 | 6  | 'Szczur' The Rat | Kari Skogland    | Joshua Brand              | 20 kwietnia 2016 | 25 czerwca 2017 |
| 46 | 7  | 'Agenci biura podróży' Travel Agents                                                                                         | Dan Attias       | Tanya Barfield            | 27 kwietnia 2016 | 25 czerwca 2017 |
| 47 | 8  | 'Magia Davida Copperfielda V: Zniknięcie Statuy Wolności' The Magic of David Copperfield V: The Statue of Liberty Disappears | Matthew Rhys     | Stephen Schiff            | 4 maja 2016      | 25 czerwca 2017 |
| 48 | 9  | 'Nazajutrz' The Day After | Daniel Sackheim  | Tracey Scott Wilson       | 11 maja 2016     | 1 lipca 2017    |
| 49 | 10 | 'Karzełki' Munchkins | Stephanie Green  | Peter Ackerman            | 18 maja 2016     | 1 lipca 2017    |
| 50 | 11 | 'Obiad dla siedmiu osób' Dinner for Seven                                                                                    | Nicole Kassell   | Joshua Brand              | 25 maja 2016     | 1 lipca 2017    |
| 51 | 12 | 'Restauracja Roy Rogers we Franconii' A Roy Rogers in Franconia                                                              | Chris Long       | Joel Fields, Joe Weisberg | 1 czerwca 2016   | 1 lipca 2017    |
| 52 | 13 | 'Osoba niemile widziana' Persona Non Grata                                                                                   | Chris Long       | Joel Fields, Joe Weisberg | 8 czerwca 2016   | 1 lipca 2017    |

## Sezon 5 (2017)
| #  | Nr | Tytuł                                                   | Reżyseria             | Scenariusz                | Premiera         | Polska premiera |
| -- | -- | ------------------------------------------------------- | --------------------- | ------------------------- | ---------------- | --------------- |
| 53 | 1  | 'Bursztynowa fala' Amber Waves                          | Chris Long            | Joel Fields, Joe Weisberg | 7 marca 2017     | 2 lipca 2017    |
| 54 | 2  | 'Szkodniki' Pests                                       | Chris Long            | Joel Fields, Joe Weisberg | 14 marca 2017    | 2 lipca 2017    |
| 55 | 3  | 'Muszki' The Midges                                     | Stefan Schwartz       | Tracey Scott Wilson       | 21 marca 2017    | 2 lipca 2017    |
| 56 | 4  | 'O co chodzi z Kansas?' What's the Matter with Kansas?  | Gwyneth Horder-Payton | Peter Ackerman            | 28 marca 2017    | 2 lipca 2017    |
| 57 | 5  | 'Lotos 1-2-3' Lotus 1-2-3                               | Noah Emmerich         | Joshua Brand              | 4 kwietnia 2017  | 8 lipca 2017    |
| 58 | 6  | 'Krzyżówka' Crossbreed                                  | Roxann Dawson         | Stephen Schiff            | 11 kwietnia 2017 | 8 lipca 2017    |
| 59 | 7  | 'Komitet Praw Człowieka' The Committee on Human Rights  | Matthew Rhys          | Hilary Bettis             | 18 kwietnia 2017 | 8 lipca 2017    |
| 60 | 8  | 'Immersja' Immersion                                    | Kevin Bray            | Tracey Scott Wilson       | 25 kwietnia 2017 | 8 lipca 2017    |
| 61 | 9  | 'Międzynarodowy Dom Modlitwy' IHOP                      | Dan Attias            | Peter Ackerman            | 2 maja 2017      | 8 lipca 2017    |
| 62 | 10 | Darkroom                                                | Sylvain White         | Stephen Schiff            | 9 maja 2017      | 9 lipca 2017    |
| 63 | 11 | 'Diatkowo' Dyatkovo                                     | Steph Green           | Joshua Brand              | 16 maja 2017     | 9 lipca 2017    |
| 64 | 12 | 'Światowa Rada Kościołów' The World Council of Churches | Nicole Kassell        | Joel Fields, Joe Weisberg | 23 maja 2017     | 9 lipca 2017    |
| 65 | 13 | 'Wydział radziecki' The Soviet Division                 | Chris Long            | Joel Fields, Joe Weisberg | 30 maja 2017     | 9 lipca 2017    |

## Sezon 6 (2018)
| #  | Nr | Tytuł                                                       | Reżyseria       | Scenariusz                        | Premiera         | Polska premiera |
| -- | -- | ----------------------------------------------------------- | --------------- | --------------------------------- | ---------------- | --------------- |
| 66 | 1  | 'Martwa ręka' Dead Hand                                     | Chris Long      | Joel Fields, Joe Weisberg         | 28 marca 2018    | 4 czerwca 2018  |
| 67 | 2  | 'Czajkowski' Tchaikovsky                                    | Matthew Rhys    | Joel Fields, Joe Weisberg         | 4 kwietnia 2018  | 4 czerwca 2018  |
| 68 | 3  | 'Planowanie transportu miejskiego' Urban Transport Planning | Dan Attias      | Tracey Scott Wilson               | 11 kwietnia 2018 | 11 czerwca 2018 |
| 69 | 4  | 'Pan i Pani Teacup' Mr. and Mrs. Teacup                     | Roxann Dawson   | Peter Ackerman                    | 18 kwietnia 2018 | 11 czerwca 2018 |
| 70 | 5  | 'Wielka wojna ojczyźniana' The Great Patriotic War          | Thomas Schlamme | Hilary Bettis                     | 25 kwietnia 2018 | 18 czerwca 2018 |
| 71 | 6  | 'Draka' Rififi                                              | Kevin Bray      | Stephen Schiff, Justin Weinberger | 2 maja 2018      | 18 czerwca 2018 |
| 72 | 7  | 'Żniwa' Harvest                                             | Stefan Schwartz | Sarah Nolen                       | 9 maja 2018      | 25 czerwca 2018 |
| 73 | 8  | 'Szczyt' The Summit                                         | Sylvain White   | Joshua Brand                      | 16 maja 2018     | 25 czerwca 2018 |
| 74 | 9  | 'Elizabeth Jennings' Jennings, Elizabeth                    | Chris Long      | Joel Fields, Joe Weisberg         | 23 maja 2018     | 2 lipca 2018    |
| 75 | 10 | 'START' START                                               | Chris Long      | Joel Fields, Joe Weisberg         | 30 maja 2018     | 2 lipca 2018    |